# Thomas Wyndham
Pour les articles homonymes, voir Wyndham.
Thomas Wyndham (1508-1554) est un officier de la marine anglaise et navigateur.

## Biographie
Fils de Sir Thomas Wyndham de Felbrigg et Elizabeth Wentworth, il fait ses études à l'Université de Louvain et peut-être en Italie. Il a occupé le poste de maître d'artillerie des navires.
Sa demi-sœur Margaret Wyndham a épousé Andrew Luttrell de Quantoxhead au Château de Dunster en 1514, le père de John Luttrell. Le nom de l'épouse de Thomas reste encore à ce jour inconnu. Leur fils a été appelé Henry, et les noms des deux filles ne sont pas connus.
À partir de 1551, il commence des voyages commerciaux au Maroc dont il revient chargé d'or, d'acier, de sucre, de fruit et... d'esclaves. Visitant les Canaries (1552), il doit s'y battre contre les navires espagnols. 
En 1553, il effectue un voyage en Afrique et remonte le cours du Niger pour y commercer le poivre. Il y est tué lors d'une rixe avec un de ses associés.